# Ataenius brouni
Ataenius brouni är en skalbaggsart som beskrevs av Sharp 1876. Ataenius brouni ingår i släktet Ataenius och familjen Aphodiidae. Inga underarter finns listade.

## Bildgalleri

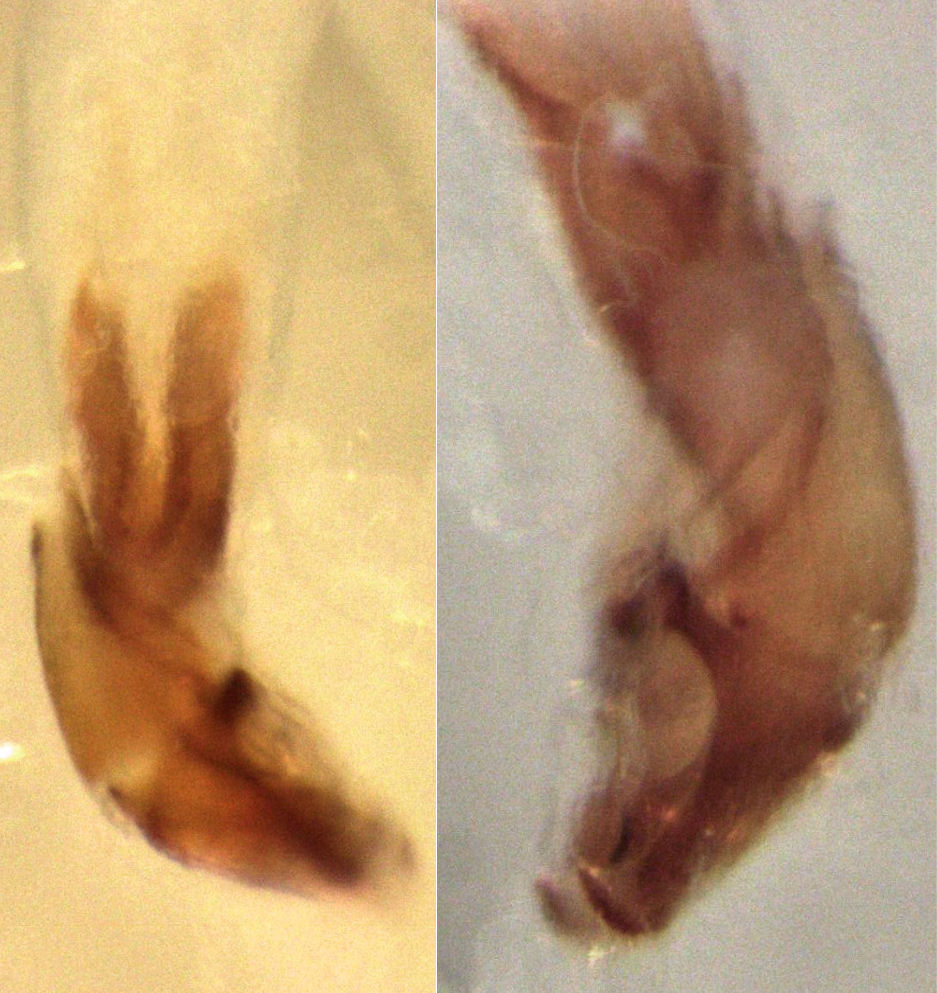
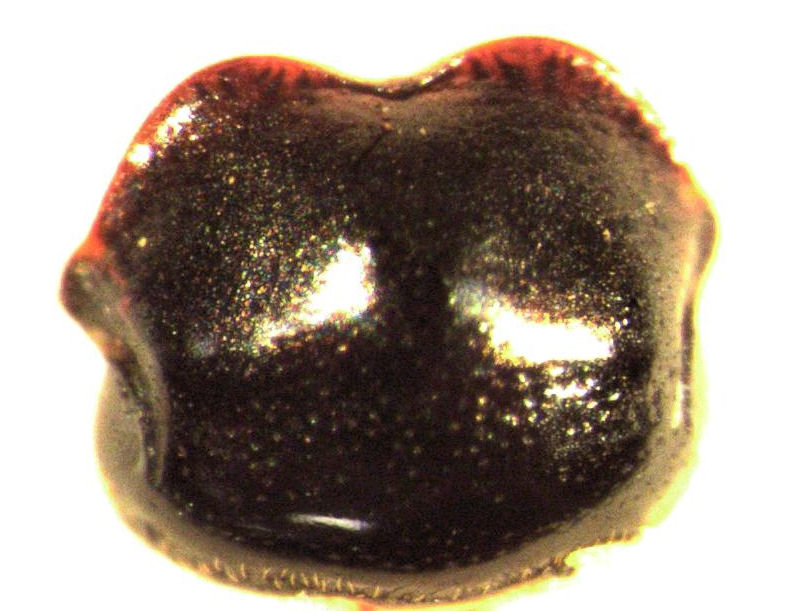
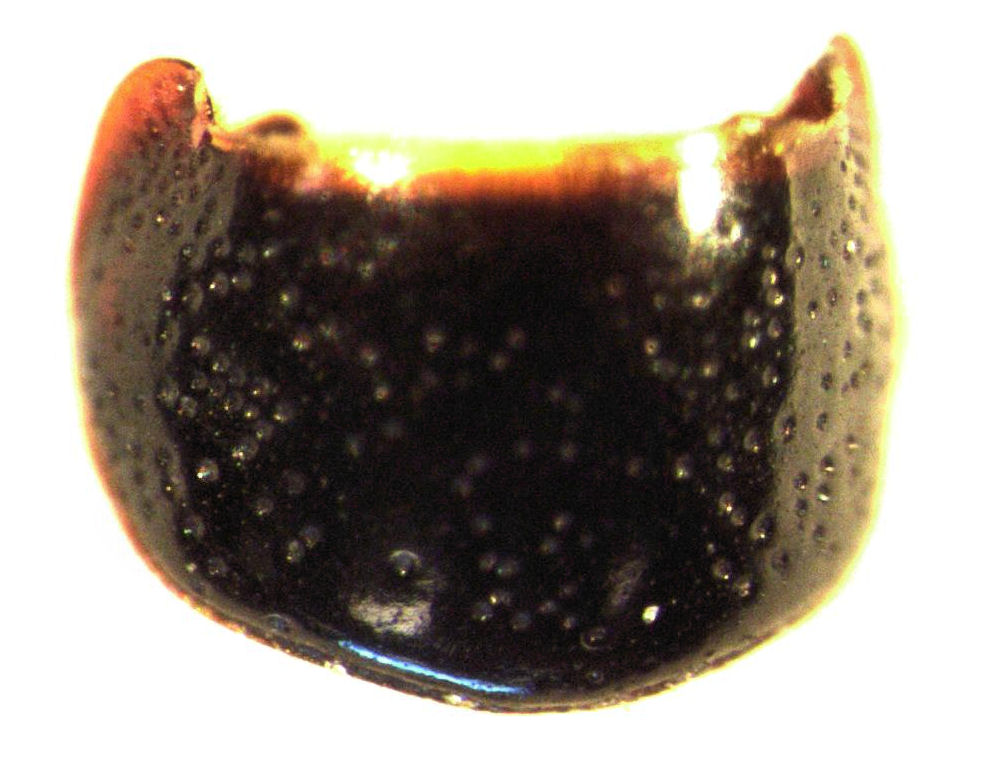
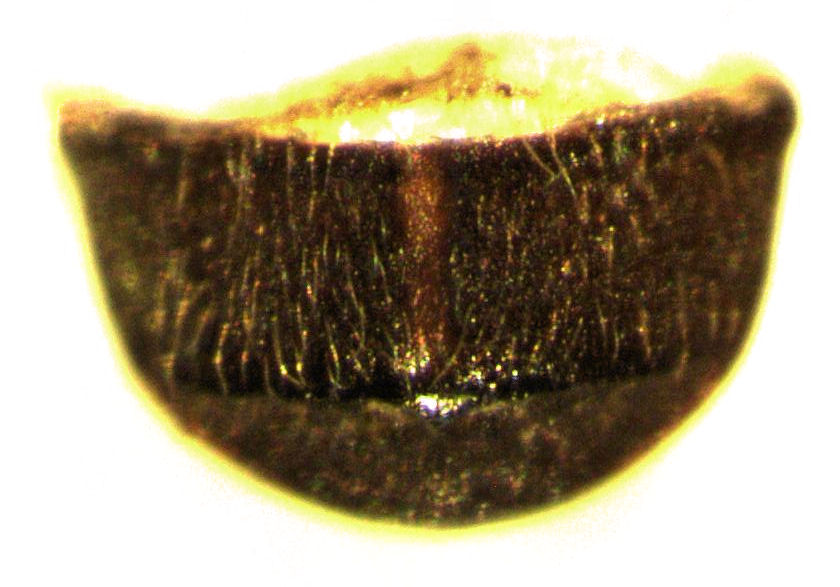
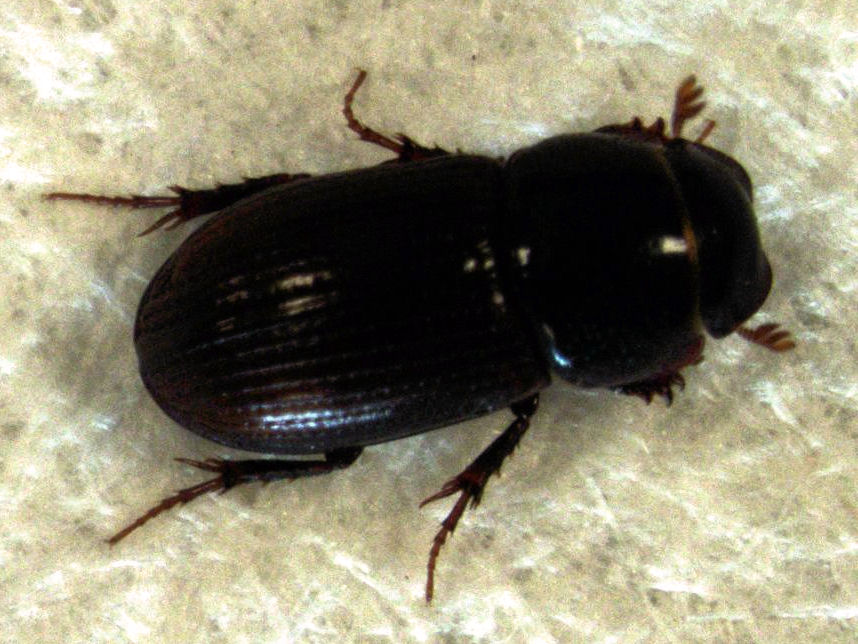